# Puerto Español
Puerto Español es un paraje y localidad despoblada del departamento Ushuaia, en la península Mitre, en el extremo sudeste de la provincia de Tierra del Fuego, Antártida e Islas del Atlántico Sur, en la costa de la Bahía Aguirre del mar Argentino del océano Atlántico.

## Historia
En Puerto Español han ocurrido algunos acontecimientos significativos a lo largo de la historia fueguina.
En 1791, España organizó una gran expedición con el objetivo de explorar las regiones australes del mundo. Al mando de esta expedición estaba el Capitán Juan José de Elizalde y Ustáriz, a bordo del buque San Pío. La expedición fue exitosa y muchos de los nombres de los accidentes geográficos de la zona, como el Cabo San Pío y la Bahía Aguirre, se deben a ella. El nombre Bahía Aguirre, que originalmente se refería a lo que hoy es Puerto Español, se extendió posteriormente para denominar a toda la bahía. Este nombre fue elegido en honor a Juan Pedro de Aguirre, primo de don Juan José.
En 1851, el misionero inglés Allen Gardiner, uno de los primeros hombres blancos en habitar estas tierras, tras un fallido intento de evangelizar a los yámana, se refugió en una cueva de esta bahía, donde finalmente pereció.
Una historia más romántica es la del joven descendiente de croatas, Pedro Ostoich, quien se enamoró de este cautivador lugar. Decidió establecerse aquí y enfrentar el duro clima de la región, viviendo durante veinte años en el Cabo San Gonzalo, a la entrada de la Bahía Aguirre.